# Monactis
Monactis  es un género de plantas fanerógamas perteneciente a la familia de las asteráceas.   Comprende 73 especies descritas y de estas, solo 22 aceptadas.

## Taxonomía
El género fue descrito por Carl Sigismund Kunth  y publicado en Nova Genera et Species Plantarum (folio ed.) 4: 225. 1820[1818].

## Especies aceptadas
A continuación se brinda un listado de las especies del género Monactis aceptadas hasta julio de 2012, ordenadas alfabéticamente. Para cada una se indica el nombre binomial seguido del autor, abreviado según las convenciones y usos.
- Monactis dubia Kunth
- Monactis flaverioides Kunth
- Monactis hieronymi H.Rob.
- Monactis holwayae (S.F.Blake) H.Rob.
- Monactis macbridei H.Rob.
- Monactis pallatangensis (Hieron.) H.Rob.